# Хуррамова, Массис
Массис Хуррамова (узб. Maʼsis Xurramova; 1930 год, Джаркурганский район, Сурхандарьинская область, Узбекская ССР) — хлопковод, бригадир колхоза имени Ахунбабаева Джаркурганского района, Сурхандарьинская область, Узбекская ССР. Герой Социалистического Труда (1976). Депутат Верховного Совета Узбекской ССР 8 — 9 созывов.

## Биография
Родилась в 1930 году в крестьянской семье в одном из сельских населённых пунктов Джуркурганского района. С 1945 года трудилась рядовой колхозницей, с 1952 года — звеньевой, с 1956 года — бригадиром хлопководческой бригады в колхозе имени Ахунбабаева Джаркурганского района. С 1975 года — член КПСС.
В 1976 году бригада под её руководством собрала в среднем с каждого гектара по 51 центнера хлопка-сырца с площади в 75 гектаров. Указом Президиума Верховного Совета СССР от 25 декабря 1976 года удостоена звания Героя Социалистического Труда за «выдающиеся успехи, достигнутые во Всесоюзном социалистическом соревновании, проявленную трудовую доблесть в выполнении планов и социалистических обязательств по увеличению производства и продажи государству хлопка и других сельскохозяйственных продуктов в 1976 году» с вручением ордена Ленина и золотой медали «Серп и Молот».
Избиралась депутатом Верховного Совета Узбекской ССР 8 — 9 созывов (1971—1979).
Дальнейшая судьба неизвестна.